# Capul Horn

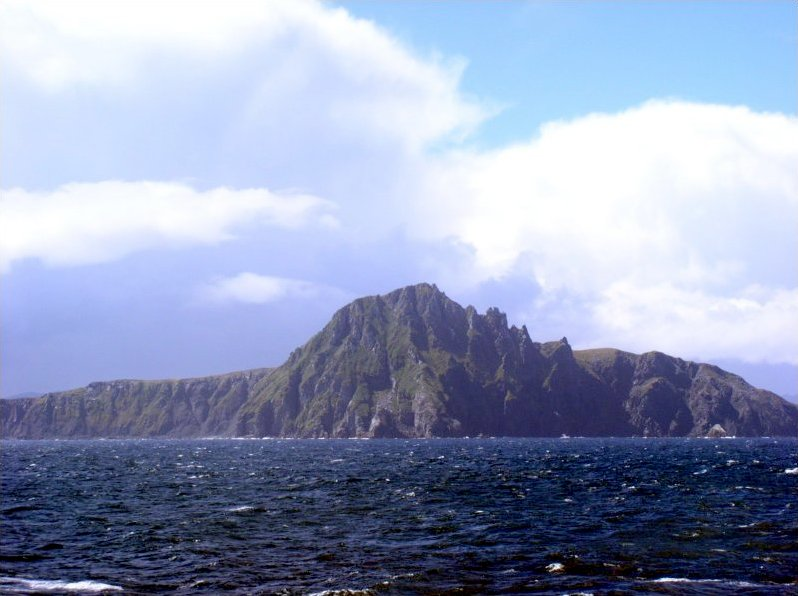
Capul Horn văzut dinspre sud.

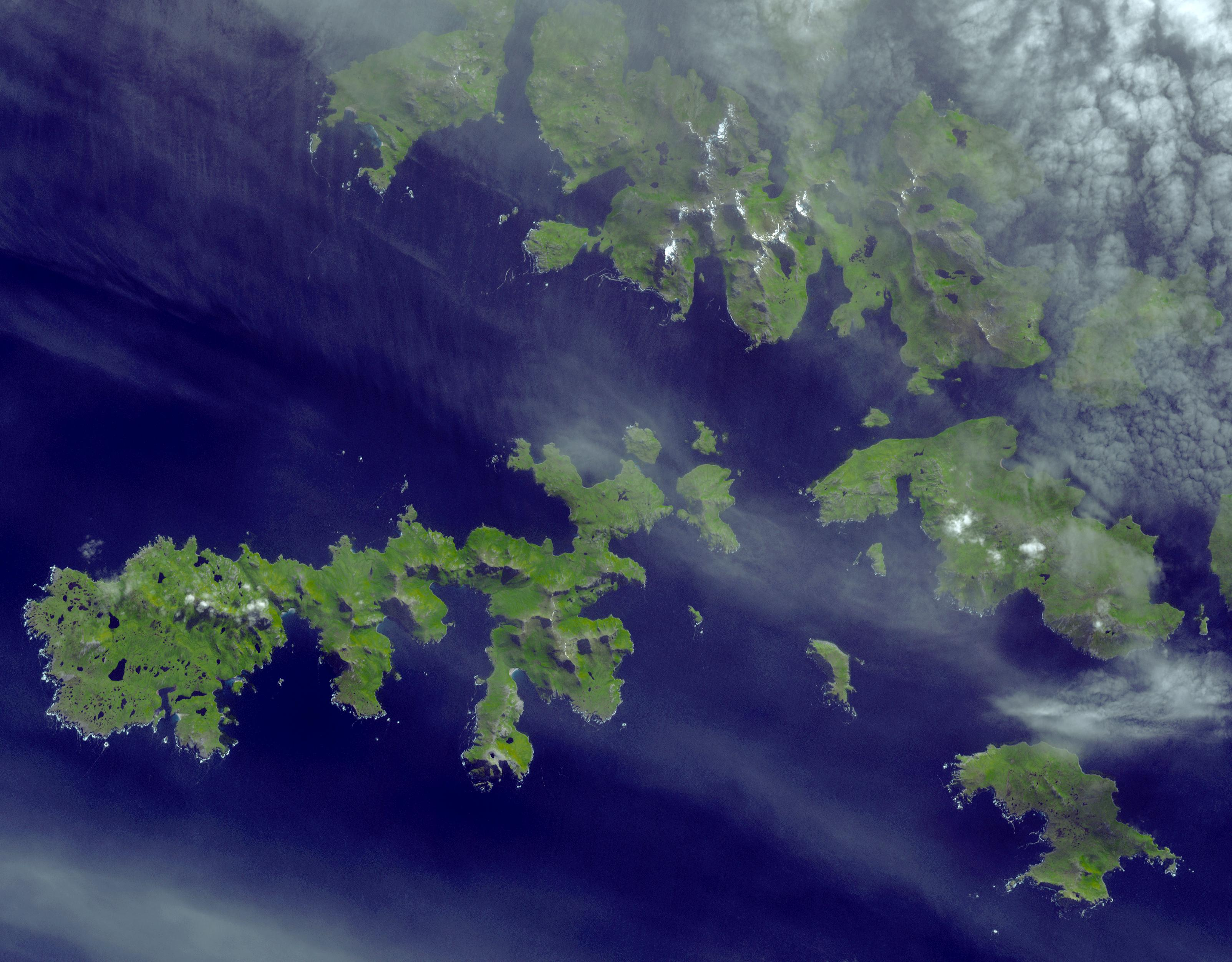
Insulele Hermite (centru) și Capul Horn (dreapta, jos) văzute din spațiu.

Insula Capul Horn (în neerlandeză Kaap Hoornⓘ, în spaniolă Cabo de Hornos; denumită după orașul Hoorn din Olanda) este cel mai sudic punct al arhipelagului Țara de Foc din sudul statului Chile.
Capul Horn este considerat a fi cel mai sudic punct al Americii de Sud, și marchează limita nordică a Strâmtorii Drake; timp de mulți ani, a reprezentat un important reper al rutei clipperelor, rută pe care corăbiile transportau bunuri în toată lumea. Apele din jurul capului sunt, însă, deosebit de periculoase, din cauza vânturilor puternice, valurilor mari, curenților puternici și icebergurilor.
Nevoia de a ocoli Capul Horn a fost redusă mult după deschiderea Canalului Panama în 1914.  Navigarea în jurul Capului Horn este însă privită și astăzi ca una dintre cele mai dificile probe de yachting, și unii navigatori continuă să parcurgă această rută, uneori ca parte dintr-o călătorie în jurul lumii. Aproape toți aceștia aleg rute prin canalele de la nord de Capul Horn, deși mulți ocolesc printre insule și ancorează în așteptarea ameliorării condițiilor meteo și pentru a vizita Insula Horn sau pentru a naviga în jurul acesteia, replicând vechiul traseu în jurul acestui punct istoric. Câteva cunoscute curse de yachting, cele mai importante fiind Volvo Ocean Race, VELUX5OCEANS și Vendée Globe, reprezintă călătorii în jurul lumii pe la Capul Horn, iar recordurile de viteză pentru cursele în jurul lumii urmează aceeași rută.
El a fost descoperit de catre olandezii Willem Schouten si Jacob Le Maire in anul 1616.